# Arachnodes bicolor
Arachnodes bicolor är en skalbaggsart som beskrevs av Olivier Montreuil 2011. Arachnodes bicolor ingår i släktet Arachnodes och familjen bladhorningar. Inga underarter finns listade.